# El Sagrado Corazón de Jesús en Ecuador

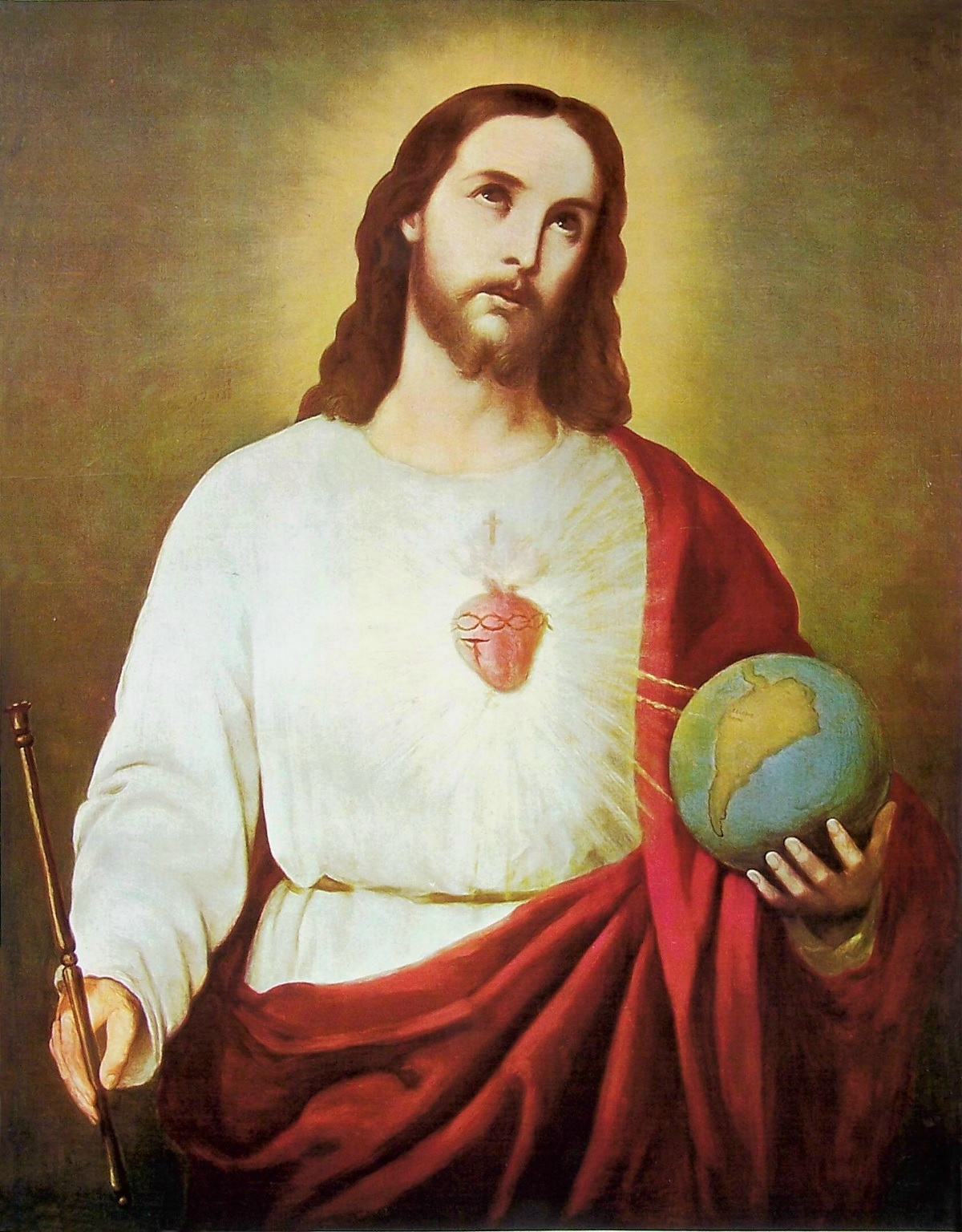
El Sagrado Corazón de Jesús, por Rafael Salas, comisionado por García Moreno para la consagración en 1874.

El Sagrado Corazón de Jesús en Ecuador es la historia de esta devoción en el territorio que actualmente compone la República del Ecuador y anteriormente fue la Real Audiencia de Quito. Se cree que empezó con la publicación de la Vida cristiana y su perfección por Diego Álvarez de Paz durante los primeros años de la Real Audiencia de Quito, continuó esta devoción aumentando su popularidad en el siglo XVIII con la publicación de las publicaciones de Juan Bautista Aguirre y se consolidaría en el siglo XIX con la consagración oficial durante el gobierno de Gabriel García Moreno. Esto ocurriría después de la Guerra Civil de 1859 en la que Ecuador estuvo a punto de dividirse en cuatro partes por el desconocimiento de la autoridad del presidente. Al finalizar la guerra se optaría por consagrar dicho país al Sagrado Corazón de Jesús como una manera de unificar a las distintas regiones que se caracterizaban por el aislamiento, una identidad local fuerte y la inestabilidad típica de los años después de la independencia.  
De esta manera Ecuador se convertiría en la primera nación en ser consagrada al Sagrado Corazón de Jesús, dando paso a la consagración de posteriores naciones como El Salvador, Guatemala, Colombia, España, entre otros. 

## Historia

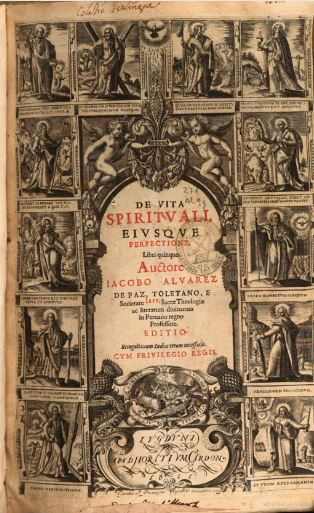
De la vida espiritual y su perfección por Diego Álvarez de Paz

Los inicios de la devoción al Sagrado Corazón empiezan con los escritos de Diego Álvarez de Paz, específicamente con la publicación de su libro De vita espirituali ejusque perfectione, que traducido al castellano significa De la Vida espiritual y su perfección. La totalidad o gran parte de este libro fue escrito durante sus doce años que vivió en la Real Audiencia de Quito mientras se encontraba realizando importantes actividades pastorales y de evangelización durante los primeros años de la Audiencia. Álvarez de Paz sería el rector en del Colegio jesuita de Quito desde 1595 hasta 1600. Las enseñanzas de Álvarez de Paz forman una parte importante de la mística del siglo XVI y XVII. Durante estos años no desaparecieron las formas tradicionales de enseñanza de la vida interior o vida espiritual, sino que a estas fueron añadidas el estudio teórico y doctrinal de sus principios. Por esto fue frecuente la mención de una "vida espiritual" como concepto así como la "perfección cristiana".

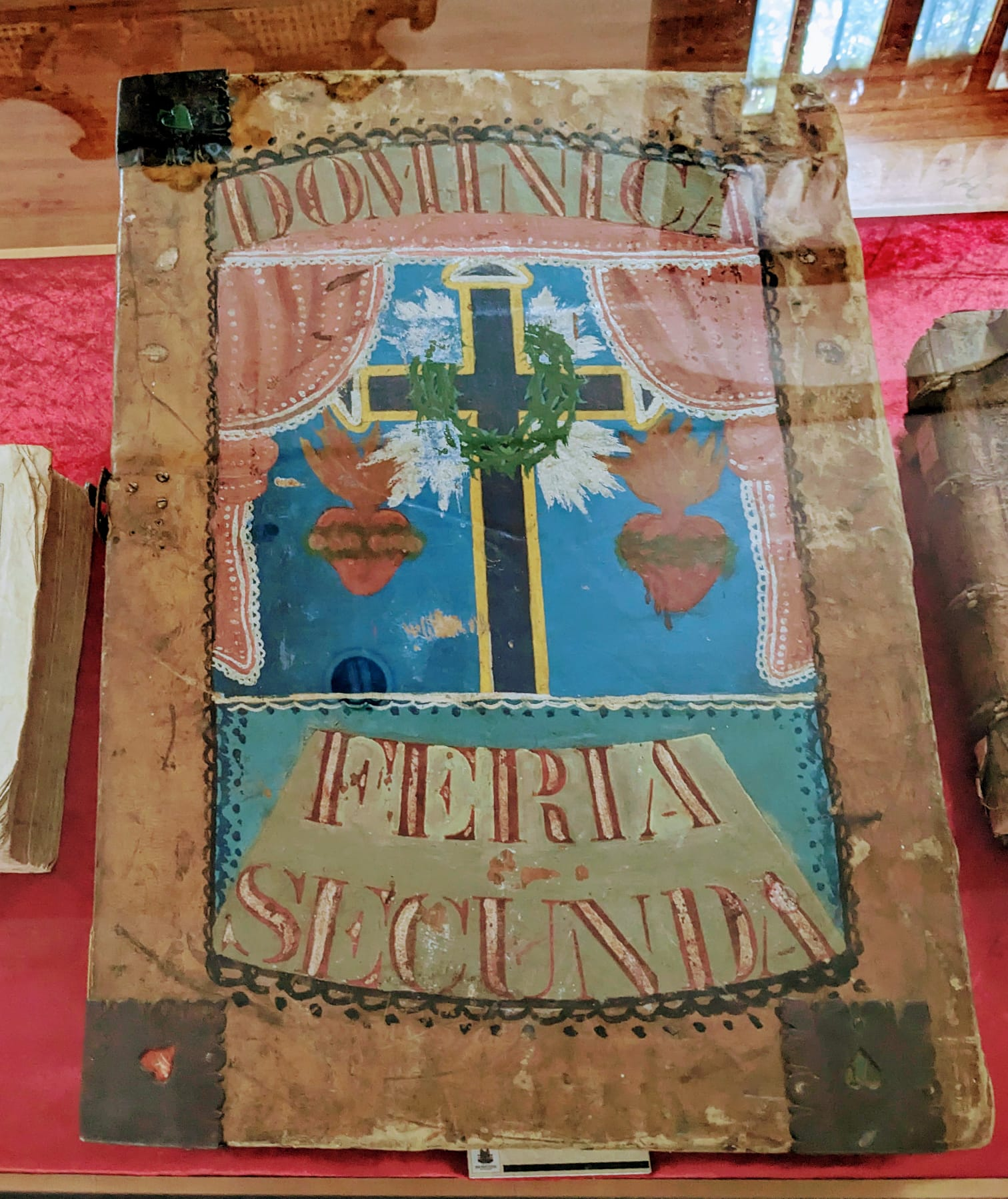
Coral de Feria Secunda, escuela quiteña. Orden dominica con una representación del Sagrado Corazón de Jesús y el Inmaculado Corazón de María

Esto precedería a las descripciones de Margarita María Alacoque quien popularizaría la devoción al Sagrado Corazón en Francia. En América sería más bien Álvarez de Paz el iniciador y la compañía de Jesús a través de su evangelización quien impulsaría esto. La devoción al Sagrado Corazón de Jesús continuaría como parte importante en la liturgia, como se puede ver en los libros corales dedicados para las ferias, es decir los días entre semana en los que se realizaban alabanzas que incluían la devoción al Sagrado Corazón de Jesús y al Inmaculado Corazón de María.

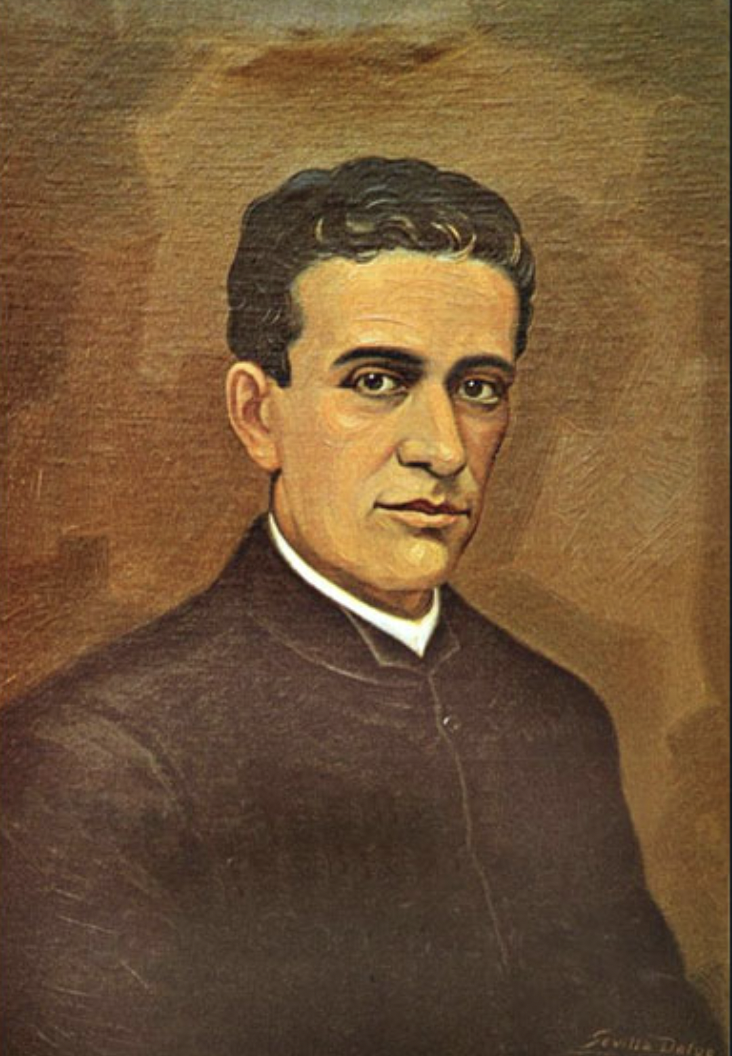
Juan Bautista Aguirre

La devoción continuaría durante la época virreinal y sería Juan Bautista Aguirre el gran escolástico de la Real Audiencia de Quito quien escribiría un tratado sobre el Sagrado Corazón titulado De Cultu Sanctissimi Cordis Jesu Diatribae tres o en castellano "Tres Diatribas sobre el culto al Sagrado Corazón de Jesús". Esto a su vez estaría dividido en tres tomos que se desarrollarían empezando con una Crítica, en la que se presenta el Culto del Sagrado Corazón y la Disertación sobre la Comunión de Camillus Blasius. Siguiendo el método escolástico se refutaría las posiciones de Blasio según sus publicaciones realizadas en la década de 1770. En segundo lugar se encuentra el tomo Teológico, donde se expone la adoración debida y correcta al Sagrado Corazón y la fiesta del mismo Corazón según era otorgada por la Iglesia Católica en ese momento. En tercer lugar Aguirre escribió una Apologética, en la que se explican y derriban por completo los sofismas y maquinaciones que Blasio acumuló contra el culto al Sagrado Corazón, tanto en su antigüedad como en su origen. De esta forma la Audiencia de Quito se convertiría no solo en un lugar donde el culto al Sacristísimo Corazón de Jesús era popular sino además era un pilar de defensa de esta devoción en el siglo XVIII cuando empezarían las revoluciones.

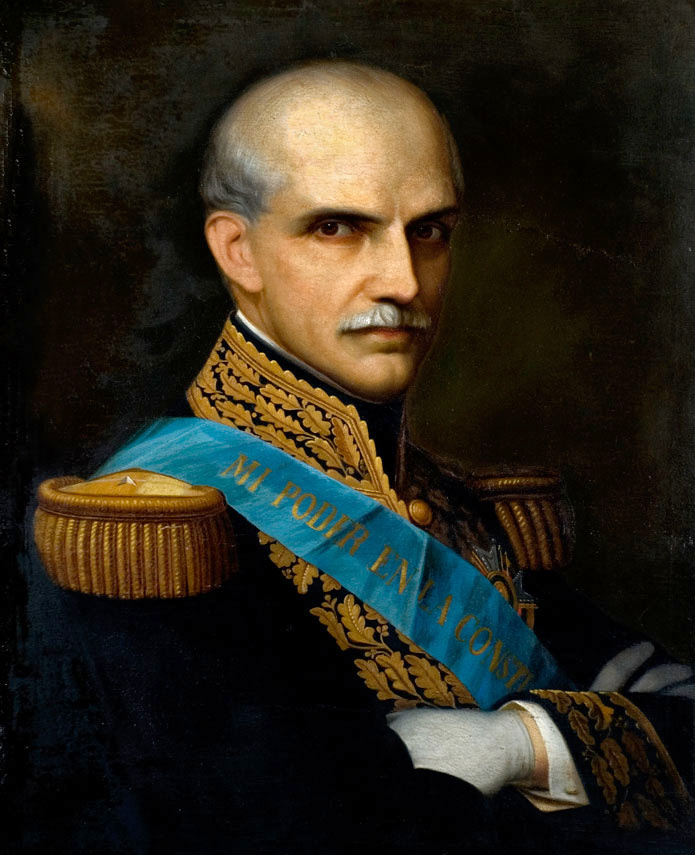
Gabriel García Moreno

En el siglo XIX esto sería de vital importancia puesto que con las independencias, hijas de las revoluciones liberales, la anarquía e inestabilidad política se desatarían en los ex virreinatos y Ecuador no sería la excepción. Esta inestabilidad desembocaría en una guerra civil de 1859 donde casi terminaría con la existencia de Ecuador como estado. Los ganadores de esta guerra serían García Moreno con el General Flores y empezarían un proceso de consolidación de la frágil república durante sus primeros años de existencia. De esta manera surgiría la sugerencia, desde la gente, no desde el poder, encabezado por el Padre Proaño, para consagrar esta nación al Sagrado Corazón de Jesús. La idea la había liderado Proaño quien consideraba que durante esta etapa de secularismo y enfriamiento de la fe, como compensación a todas las cosas que sucedían en los países de Europa, una nación de América debería consagrarse para mantener viva la devoción. Es importante recalcar que la devoción al Sagrado Corazón se basa en el deseo de Jesús de reinar, por eso la importancia de la consagración del país a esta devoción en específico. Se convertiría pues en la punta de lanza de un poderoso impulso reformador que iniciaría en 1860 y llegaría a su climax entre 1870 y 1930.

## Consagración del Ecuador
Durante estos años el clero se convertiría en un intermediario y buscarían realizar en la tierra las promesas de Dios, en otras palabras a través de la doctrina de la iglesia visible y su implantación se estaba preparando la venida de Cristo-Rey. Esta fue una devoción que sirvió como alternativa al secularismo y la modernidad. La gente que apoyaba esto eran llamados cordícolas y jugaron un papel importante en la difusión de esta devoción. La Iglesia durante el siglo XIX convirtió a la viscera cordis en un camino para unir al hombre con Dios. Esta unión estaba relacionada con el pensamiento integrista que se oponía a la idea de separar la iglesia del estado, base del liberalismo.

### Renovación del clero

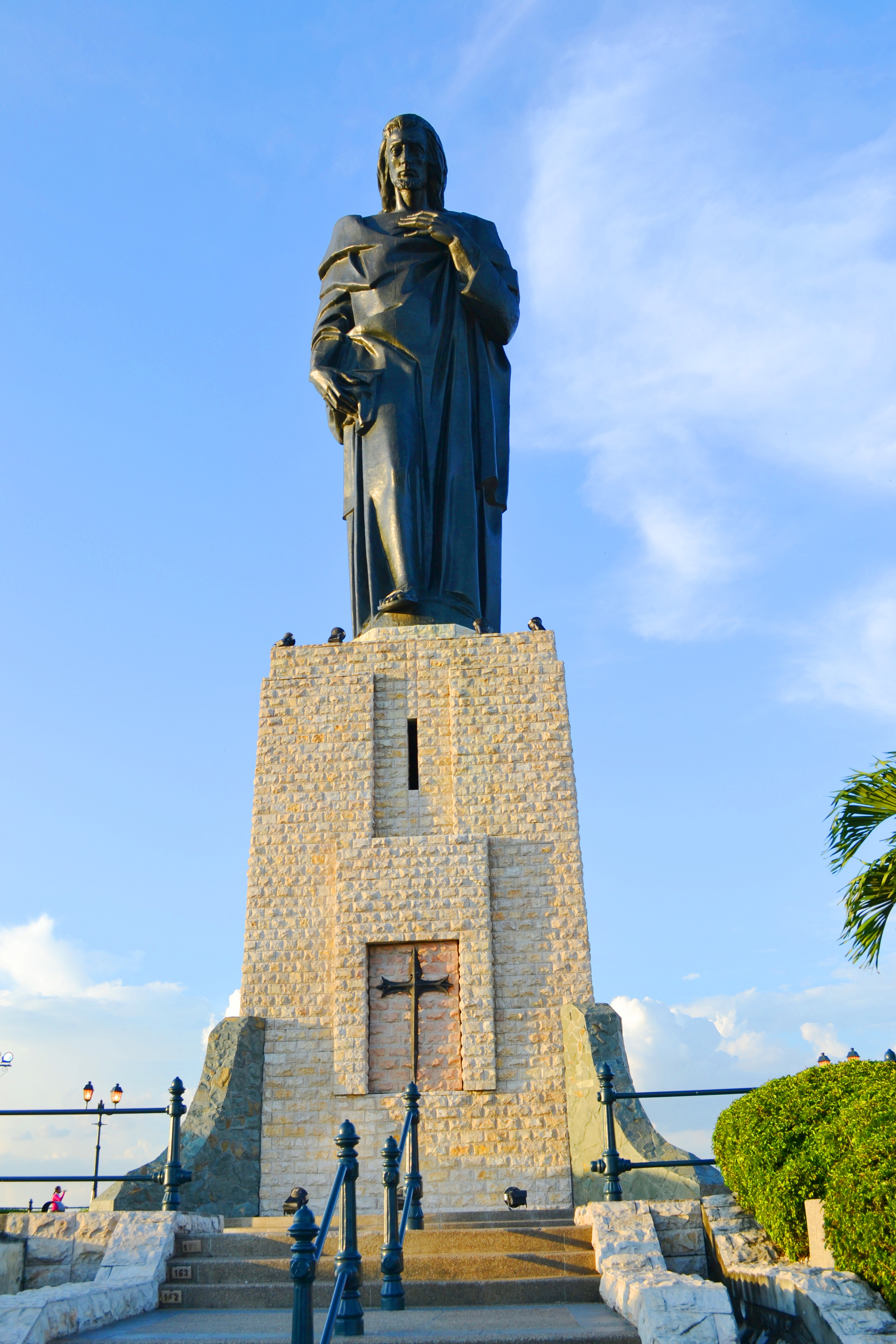
Monumento al Sagrado Corazón de Jesús de Guayaquil con la espada de la Orden de Santiago en la base

El primer paso después de que García Moreno recibiría la propuesta sería la renovación del clero. Empezaría con un proceso de moralizar y disciplinar a lo que se consideraban curas relajados o corruptos. También se buscaba dotar de mayores destrezas y educación para poder defender teológicamente la doctrina. La base de la consagración empezaba con un cambio en la parte pastoral de la iglesia para su fortalecimiento. El proceso tuvo la oposición de curas considerados laxos lo que provocó disturbios que forzaron la intervención de las autoridades policiales. Es conocido que uno de los métodos utilizados fue el manu militari, y fue común que los visitadores como el Padre Larco o el Padre Moro hagan unos de ello. Consecuencia de esto muchos curas optaron por secularizarse. Esto fue realizado voluntariamente bajo el contexto descrito. Otros fueron desterrados a regiones apartadas como por ejemplo la amazonía. Este proceso considerado necesario no estuvo libre de polémica. El padre Larco resumió toda la obra con un lema bastante descriptivo: “destruir para edificar”. A esto siguió el establecimiento de nuevos códigos de conducta que buscaban la reeducación de los curas y también la regulación de la moralidad para evitar su relajamiento, en los feligreses. Queda registrada la Teología Pastoral de Alejandro Mateus que fue un importante instructivo hecho con el objetivo de difundir los nuevos patrones de comportamiento.

### Congregación de los Caballeros de la Inmaculada
Además del trabajo con el clero se buscó impulsar la devoción en la parte secular, con especial énfasis en las élitas. Eran ellas las que ahora estaban secularizadas, mientras que el pueblo se mantenía fiel y dócil a las doctrinas de la fe católica. Por esta razón se crearía la Congregación de los Caballeros de la Inmaculada. De esta manera buscaban que las élites se involucren en la praxis religiosa y asimismo logren un compromiso con la Iglesia. Parte importante del reencauce de las élites estaba en su convencimiento puesto que eran ellos los que gobernaban y de lo que a la final dependía el mantenimiento de la consagración de la República. Buscaron sanear la cabeza o élite y con esto esperar que el cuerpo o el pueblo siga. Esta congregación sería funadad en 1868 por el padre Enrique Terenziani junto con Manuel J. Proaño. En la práctica esto buscó crear una falange de santos que debían crear en el Ecuador un trono para Cristo-Rey. Además de esto se buscó enfocar la obra en los hombres puesto que existía según censos un alto grado de feminización de la iglesia y era necesario cumplir este doble objetivo para consolidar la implantación de la consagración. Según la evidencia histórica este congreso tuvo mucho éxito. Logró en los puntos más altos de sus funciones reclutar hasta 800 jóvenes, todos provenientes de familias importantes del país, todo esto logrado en siete años.

### Teología de la Edad de la Caridad

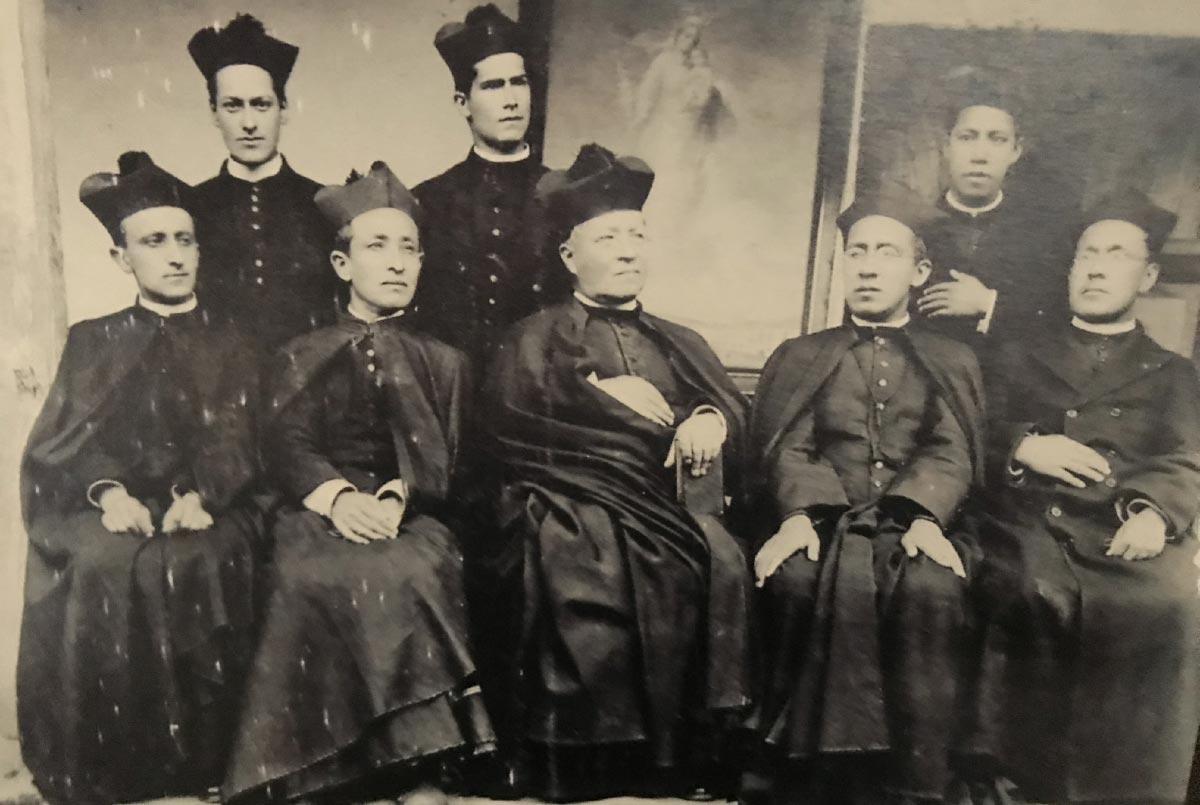
Julio Matovelle y los oblatos.

El objetivo era fundar el Reino aquí en la Tierra, empezando por Ecuador. Para esto era necesario recalcar que sus impulsadores creían que había llegado el momento en la historia para realizarlo. Se interpretó a Ecuador como una ciudad-templo, en macro era una sociedad donde lo cívico religioso no tenía separación alguna. La consagración era la coronación de la recatolización. Para ello se celebraron Concilios Quitenses y Congresos Eucarísticos que llevaron a cabo la reconciliación del Ecuador con Dios.
Teológicamente en una república consagrada al Corazón de Jesús, la soberanía no procedía del pueblo sino de la autoridad o autoritas. Esta palabra haría referencia a la autoría del creador sobre su creación. Por eso la república se basaba en el orden divino, en la autoridad que emanaba de Cristo Rey:

El Génesis de las naciones es semejante al del hombre. Así como Adán fue hechura de Dios y el alma de cada hombre es obra inmediata de la Omnipotencia Divina; así también las sociedades civiles son obra de Dios y no provienen del pacto social y la autoridad pública de los gobernantes que es como el alma de los pueblos, sale de las manos del Padre Omnipotente, de quien se deriva toda paternidad.

Esto sin embargo solo era factible hacerlo si había llegado el momento, teológicamente hablando. Se creía pues que de las seite edades del mundo, durante el final del siglo XIX se estaba llevando a cabo una transición desde la Quinta edad o de Reforma al a Sexta edad o de Caridad. Por eso la importancia del Corazón de Jesús. Las Siete edades eran las siguientes, según la interpretación del apocalipsis y las siete iglesias:
1. Primera edad: Apostólica (Aetas seminativa) Iglesia de Efeso
2. Segunda edad: Mártires (Aetas irrigativa) Iglesia de Esmirna
3. Tercera edad: Doctores (Aetas iluminativa) Iglesia de Pérgamo
4. Cuarta edad: Contemplativos (Aetas pacífica) Iglesia de Tyatira
5. Quinta edad: Reforma (Aetas purgativa) Iglesia de Sardis
6. Sexta edad: Caridad (Aetas consolativa) Iglesia de Filadelfia
7. Séptima edad: Ruina y desolación (Aetas desolativa) Iglesia de Laodicea

Esta teología sería liderada por el Padre Matovelle que en su intensa labor no faltaba el carácter mesiánico. Se puede observar sus discursos donde explicaba como en la sexta edad, la humanidad experimentaría el triunfo del Corazón de Jesús. La forma en la que sabíamos que esto iba a ocurrir era por los signos de caridad y evangelización. Era el momento de la conversión de las naciones de la tierra para formar una comunidad universal. En palabras de Matovelle:

Estamos como en un crepúsculo en que por una parte vemos los destrozos que causan las últimas consecuencias de aquellas sectas depravadas y por otra parte, cómo la Iglesia católica se organiza en una sorprendente y magnífica unidad, hasta el punto de imponerse como reina y señora de todas las sectas […] podemos, pues, decir que estamos en los últimos días de la Iglesia de Sardis y en los primeros de la Iglesia de Filadelfia. El establecimiento universal de la devoción al Corazón divino será el principio, la causa y el resultado de la victoria. Para lo que es necesario que consideremos que esta devoción hermosísima no es una devoción cualquiera, sino, como la han llamado ya insignes prelados, es la reina de las devociones y la quinta esencia de la Religión católica; o si nos es permitido decirlo así, es la misma religión católica bajo una nueva forma, la forma del amor. [...] Los tiempos anteriores a la venida del Mesías podemos decir que fueron tiempos de esperanza; los primeros tiempos del cristianismo, tiempos de fe; por esto el elogio más complicado que puede hacerse de las edades que nos han precedido es llamarlas siglos de creencias, siglos de fe. Pero desde ahora la virtud distintiva de la Iglesia será la caridad. [...] Por eso la iglesia se halla hoy consagrada en un nuevo Cenáculo, el Corazón Sacrastísimo de Jesús. Sí Señores, hoy nos encontramos en un nuevo Pentecostés; hoy la montaña de Sión es el Corazón adorable del Verbo.
Julio María Matovelle - Discurso en el Congreso Eucarístico

### El Concordato y El Pacto de Quito
El objetivo principal era unir la Iglesia con el Estado. Para ello era importante la celebración del Pacto de Quito, que se llevaría a cabo de forma similar al pacto que haría en el antiguo testamento Israel con Dios. Esto sería a su vez la base para la ley civil se convirtiera en la práctica en una prolongación de la ley divina. Esto involucraba a todo el país. Uno de los obispos más importantes encargado de la Evangelización de Manabí, Pedro Schumacher, lo expresaría de la siguiente manera:

¿Cómo explica el Romano Pontífice aquella unión que debe existir entre la Iglesia y el Estado? La explica con la unión que existe en el hombre entre el alma y el cuerpo; pues así como el alma da vida al cuerpo y lo dirige con la razón, del mismo modo la Iglesia comunica a los pueblos la verdadera luz de la civilización.
Pedro Schumacher - Obispo de Portoviejo

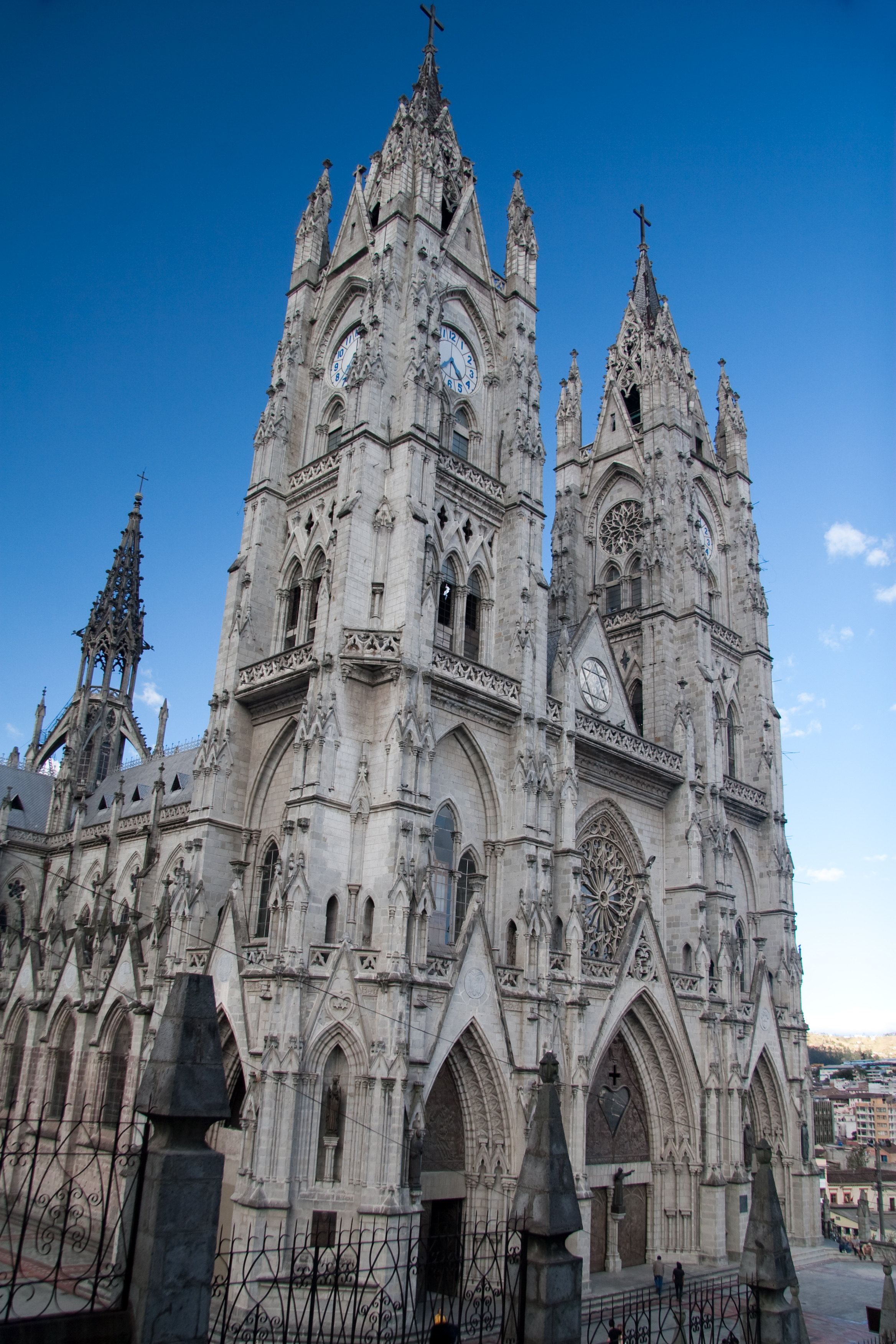
Basílica del Sagrado Voto Nacional en Quito, Ecuador

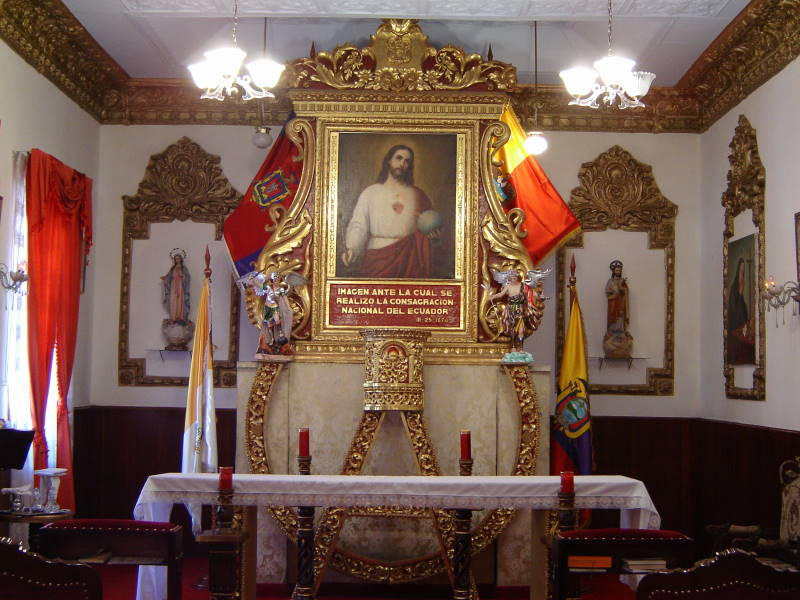
Cuarto en la Basílica donde se encuentra la Imagen del Sagrado Corazón

El Ecuador estaba regido por la ley del Patronato que había a su vez heredado de los reyes de España. Sin embargo este poder político podía fundar diócesis y limitar las funciones de la iglesia, permitir o suprimir monasterios y nombrar obispos. Esto era objetado por la Santa Sede ya que el patronato era un privilegio Papal. Esto debía terminar con la firma del Concordato, para lo cual García Moreno enviaría un representante a la Santa Sede. Sus instrucciones serían: "El Gobierno desea únicamente que la Iglesia goce de toda la libertad e independencia que necesita para poder cumplir su misión divina y que el poder civil sea el defensor de esa independencia y el garante de esa libertad." El texto terminaba con una cláusula que suprimía la ley del Patronato. De esta manera Ecuador como estado se unía a la Iglesia en un designio común. Esto fue la base de las relaciones cercanas entre García Moreno y Pío IX.
El Congreso Nacional consagraría al Ecuador al Sagrado Corazón de Jesús el 31 de agosto de 1873 afirmando que "el mayor bien que puede gozar un pueblo es el de conservar pura la fe católica apostólica y romana." Para ello el artículo 1 del Decreto decía:

Art.1- Se consagra la República del Ecuador al Santísimo Corazón de Jesús, declarándole su patrón protector.

Art. 2- Se declara fiesta cívica, con asistencia de primera clase la del Santísimo Corazón de Jesús,, que se celebrará en todas las Catedrales de la República por los pre lados diocesanos con la mayor solemnidad posible.
Art. 3- En todas las Catedrales se erigirá un altar dedicado al Corazón de Jesús, excítase al efecto el celo y piedad de los diocesanos.
Art. 4- En el frontis de cada -uno de los altares expresados en el artículo anterior, se colocará una lápida costeada por las rentas nacionales, en la cual se inscribirá el presente decreto.

Comuníquese al Poder Ejecutivo para su ejecución y cumplimiento.
Dado en Quito, Capital de la República, a 8 de Octubre de 1873.

Esto sería seguido por la consagración oficial el 25 de marzo de 1874, después de que terminaría la obra misionera. García moreno y el Padre Proaño. El dia fue precedido con una novena, la predicación. En las vísperas el Ejército colocó luminaria en los edificios públicos, las casas tenían adoranadas sus balcones con flores, guirnaldas y la bandera de Ecuador. El texto del Padre Proaño con la oración que consagraba reza:

Este es señor vuestro pueblo, siempre Jesús mío, os reconocerá por su Dios, no volverá sus ojos a otra estrella, que a esa de amor y misericordia, que brilla en medio de vuestro pecho, santuario de la divinidad, arca de vuestro corazón, sea pues Dios nuestro, sea vuestro corazón, el faro luminoso de nuestra fe, el áncora segura de nuestra esperanza, el emblema de nuestras banderas, el escudo impenetrable de nuestras flaquezas, la aurora hermosa de nuestra paz imperdurable, el vínculo estrecho de una concordia santa, la nube que fecunde nuestros campos, el sol que alumbre nuestros horizontes, la vena en fin riquísima de la prosperidad y abundancia que necesitamos para levantar templos y alteres, donde brille con eternos y pacíficos resplandores, su santa y magnífica gloria. Y pues nos consagramos y entregamos sin reservas a vuestro Divino Corazón. Multiplicar sin fin los años de nuestra paz religiosa, desterrar de los confines de la patria la impiedad y corrupción, la calamidad y la miseria, dicte nuestras leyes vuestro evangelio, gobierne nuestros tribunales vuestra Justicia, sostengan y dirijan a nuestros gobernantes, vuestra clemencia y fortaleza, perfeccionen a nuestros sacerdotes vuestra sabiduría santidad y celo, convierta a todos los hijos del Ecuador vuestra gracia, y corónelos en la eternidad vuestra gloria, para que todos los pueblos y naciones de la tierra, contemplando con sana envidia la verdadera dicha y ventura del nuestro, se acoja a su vez a vuestro amante Corazón, y duerman el sueño tranquilo de la paz, que ofrece al mundo esa fuente pura y símbolo perfecto de amor y Caridad, amen.
Padre Proaño - Consagración al Sagrado Corazón de Jesús

### Congreso eucarístico

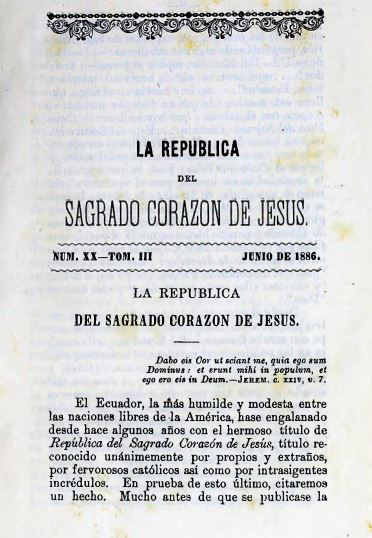
Revista "La República del Sagrado Corazón de Jesús" impulsada por Julio Matovelle después de la consagración de Ecuador.

Esto se daría en el contexto de varias celebraciones de los congresos eucarísticos. Es importante destacar que la devoción del SCJ está relacionado con la eucaristía, y por lo tanto con el Corpus Christi. Los dos conceptos, el reinado de Cristo Rey y la Eucaristía son la base de la interpretación teológica de la experiencia mística de la aparición del Sagrado Corazón. Es decir, la encarnación permite la ocupación de un cuerpo por parte de Dios, este cuerpo tiene en su centro al Corazón de donde emana el amor, o caridad que sería la base de la sexta edad según al interpretación apocalíptica. Esta a su vez significaría el reinado de Cristo Rey sobre las naciones, habiéndose terminado la era de las monarquías y empezado la difusión de la fe en el resto del mundo. En ecuador se celebraron los siguientes congresos eucarísticos:
- Sobre Congregaciones de la Santísima Virgen para Jóvenes
- Sobre la consagración de las Diócesis de América al Santísimo Corazón de Jesús
- Sobre el compromiso de los miembros del Congreso para fomentar la devoción y culto del Santísimo Corazón de Jesús
- Sobre la fiesta del Santísimo Corazón de Jesús
- Sobre la protesta contra la usurpación de los Estados Pontíficios
- Sobre la lectura de libros prohibidos y otras malas publicaciones

### Sacrificio
La consagración de Ecuador implicaba un sacrificio de la nación ante Dios y para ello era necesario que se cumpla la ley mosaica que demanda pureza de lo que va a ser sacrificado. Según las interpretaciones teológicas Ecuador no presentaba esta pureza pero por medios propiciatorios, el sacrificio fue en realidad hecho por Mariana de Jesús, quien se ofrecería como ofrenda apta para ser consagrada. A esto se suma la piedad de Ecuador al defender los Estados Pontificios que durante esos años estaban bajo asedio y corrían el riesgo de desaparecer. Estos fueron los méritos que se cree tuvo la nación para ser consagrada al Sagrado Corazón de Jesús. A cambio se debía saber si Dios aceptaba esto como sacrificio. Evidencia de que Dios lo recibió con buenos ojos fueron los dos sucesivos sacrificios de las autoridades eclesiásticas y políticas: José Ignacio Checa y Barba y Gabriel García Moreno. Los paralelismos entre ambos mártires que murieron como sacrificios a Dios fueron desarrollados extensivamente durante los Congresos Eucarísticos y a lo largo de todo el proceso de consagración. Fueron de esta manera aceptados como señal de que Dios había aceptado la consagración y ahora Ecuador se había convertido en la República del Sagrado Corazón de Jesús.

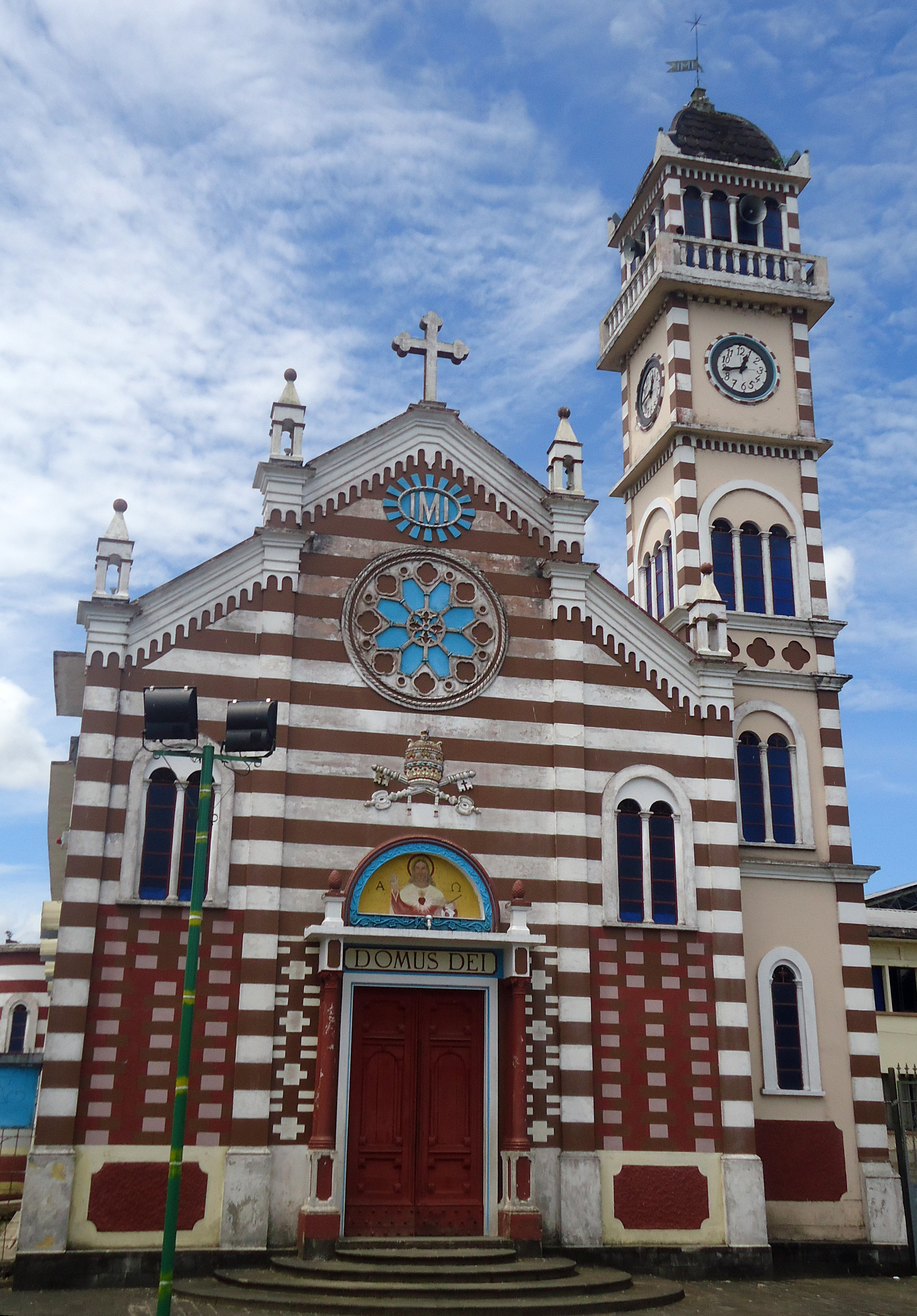
Iglesia del Sagrado Corazón de Jesús en Archidona
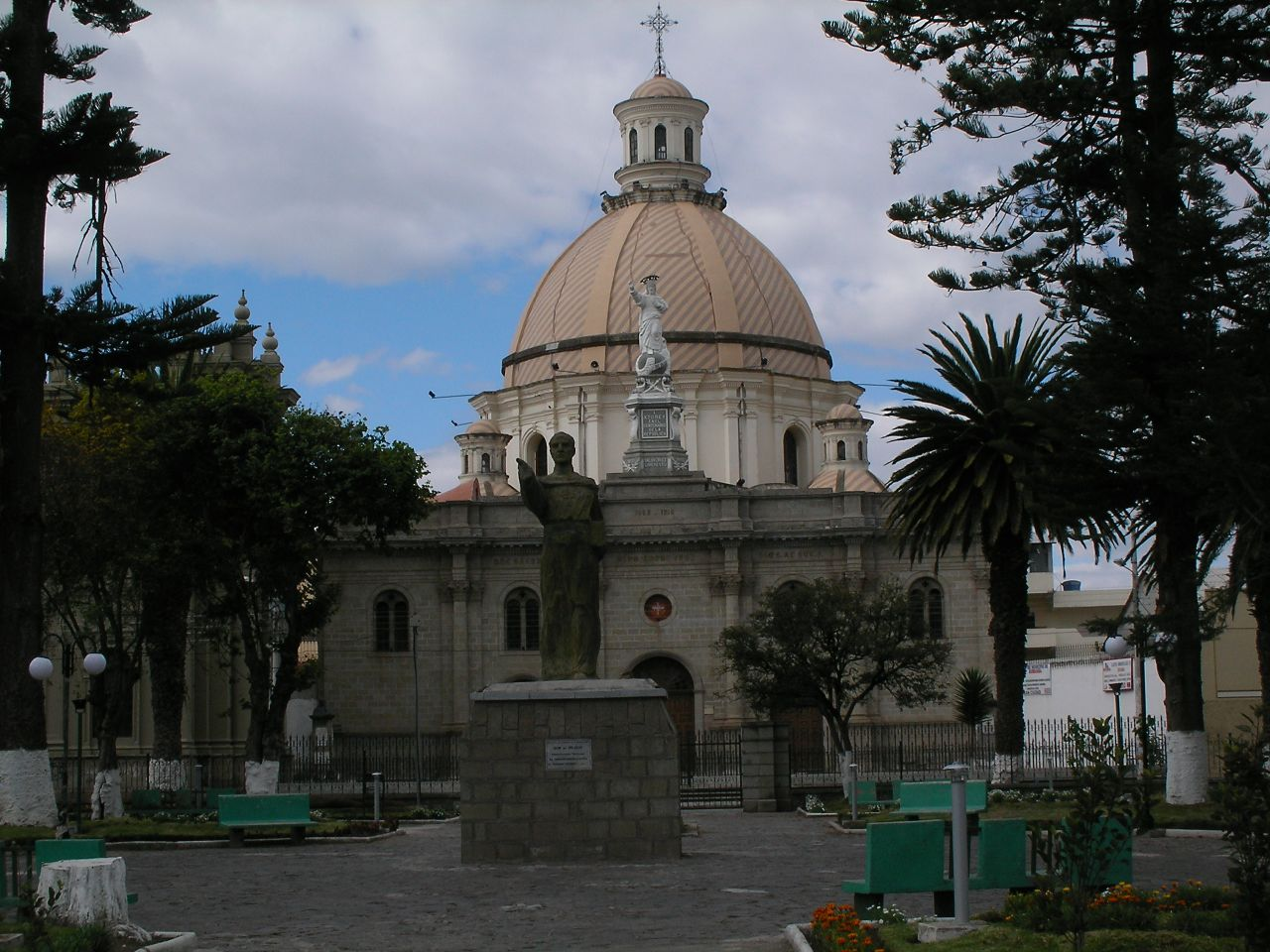
Basílica del Sagrado Corazón en Riobamba
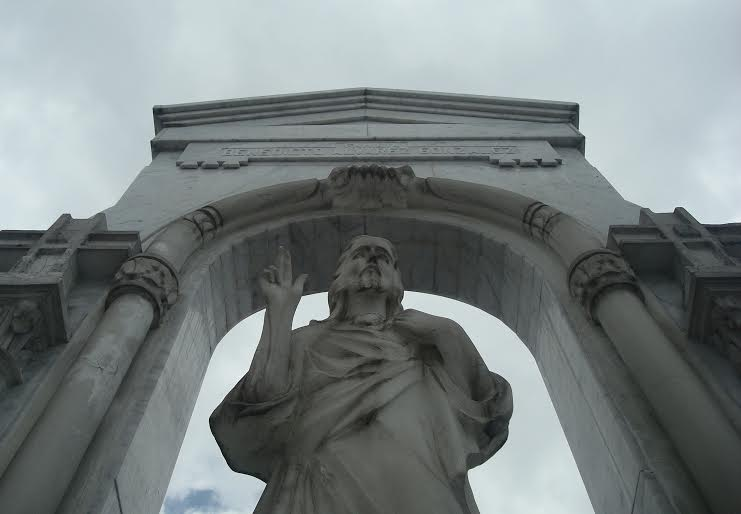
Sagrado Corazón en Cementerio de Guayaquil
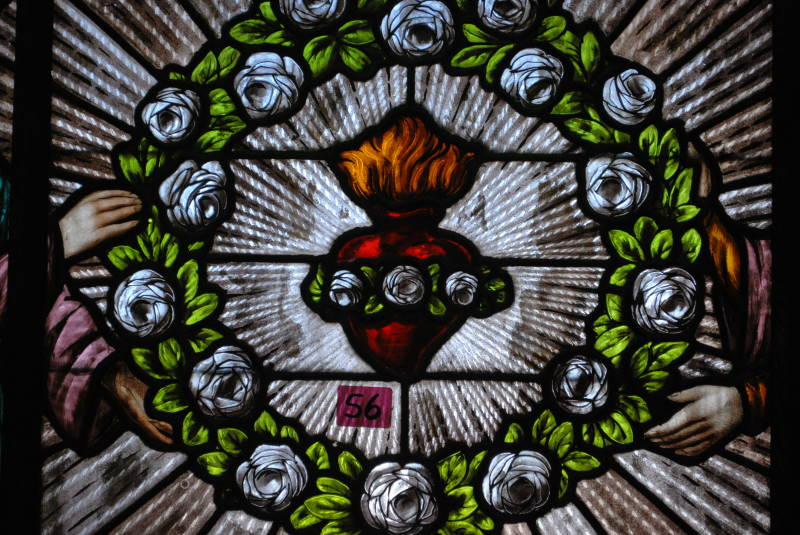
Vitral del Sagrado Corazón en la Basílica del Voto Nacional
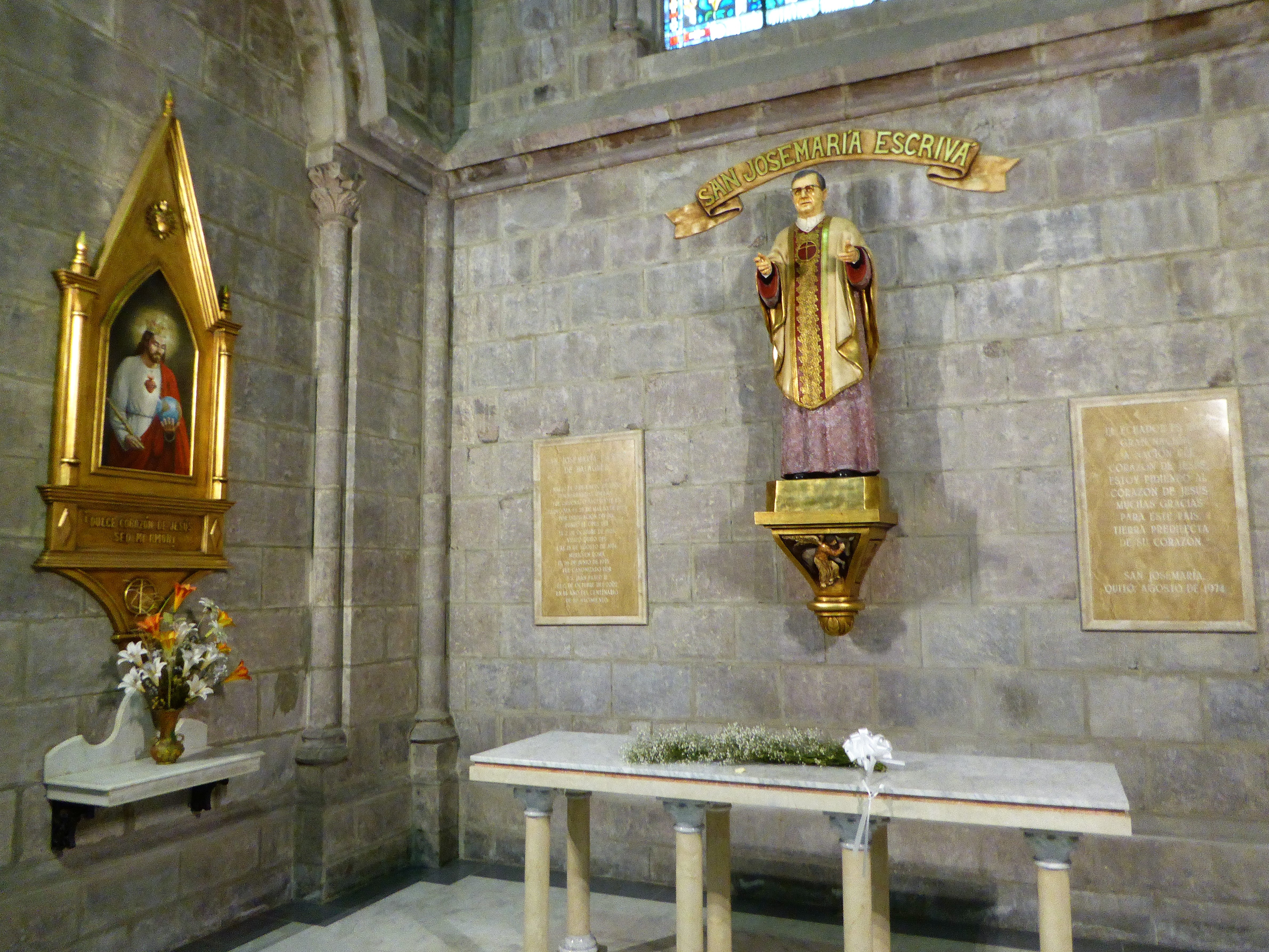
Pintura de Cristo Rey al lado de una escultura de Josémaría Escrivá en la Basílica del Voto Nacional
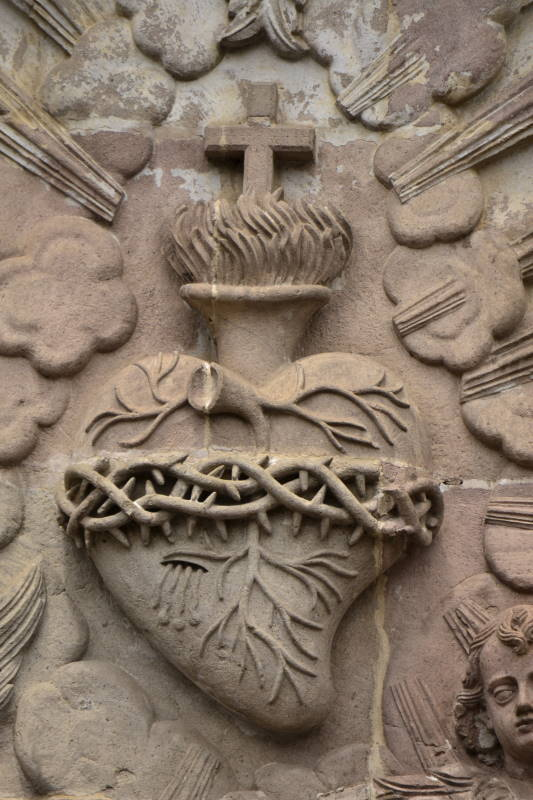
Escultura en la Iglesia de la Compañía

## Simbología

### El Corazón de Jesús y la línea ecuatorial
Como parte de la consagración de Ecuador se estableció la relación entre la línea ecuatorial como centro del mundo donde se erige un altar de continuo sacrificio a Dios y el Corazón de Jesús como centro de Dios.

Para alcanzar tamaños bienes, ¿serán menester aún nuevas víctimas? ¡Dios lo sabe! Mas feliz la República del Sagrado Corazón, si logra convertirse en templo en que continuamente se inmolen víctimas a la gloria del Altísimo! Hasta la naturaleza física de nuestro territorio parece hablarnos de oración y sacrificio. Las gigantescas cimas de nuestra cordillera que balancean en lo más alto de los aires sus guirnaldas de bosques, y levantan a los cielos sus plateados domos de perpetua nieve iluminados siempre con sendas lámparas de inextinguibles volcanes, ¿no parece que forman adrede, en el centro de vida del globo, en el Corazón del mundo, hermosísimo altar para que en él se ofrezcan incesantemente víctimas al Señor? El Corazón Sacratísimo de Jesús, que se ha escogido a nuestra República humilde para morada predilecta suya, la ha dispuesto de antemano hasta en su magnificencia física a semenjanza de un templo y a manera de un altar; y altar y templo debe efectivamente ser el Ecuador para que pueda llamarse con verdad la República del Sagrado Corazón.
Matovelle - República del Sagrado Corazón de Jesús

Juan León Mera también mencionaría el hecho de que con la consagración Ecuador se encontraba en el Corazón de Jesús:

¡Oh Patria mía, Patria mía! tu has escogido la mejor parte y Dios te ha puesto en posesión de ella! ¡El Corazón de Jesús es tuyo, tu eres del Corazón de Jesús; no serás privada jamás de este inefable tesoro; Dios no aparte de ti sus miradas, ni recoge su manto que desplegó sobre tu cabeza empeñados en perderte, en arrancarte del Corazón de Jesucristo para hundirte en las entrañas de Satanás!
Juan León Mera - Diputado al Congreso Eucarístico por la Arquidiócesis de Quito

A esto se suma el poema titulado "Dios y Patria" de Remigio Crespo Toral que desarrollaría la idea simbólicamente:

¡Ya la antigua ciudad quédese hundida!

Vuelva su faz el sol a otro hemisferio:
En la cumbre del mundo esclarecida,
Asiéntase hoy el arca de la vida,
Cuna de nueva gente y nuevo imperio

¡A Dios ciudad antigua, muere muere!
Ya en ti vació su hiel vicio infecundo,
Celestial maldición tu frente hiere...
¡Oh viejo mundo, nadie de ti espere:

Sólo está salvo el corazón del mundo!
Crespo Toral - Dios y Patria

### El Corazón de Jesús y el sol
A esto se suma la relación entre el "dios sol" prehispánico llamado "pajtá" en lenguas barbacoanas y que se consideraba una antigua deidad al que le dedicaron muchos templos, con el "sol de las almas" el Corazón Santísimo de Jesús:

Ya no era la luz artificial de los hombres la que iluminaba a Quito, sino el más espléndido sol ecuatorial que le inundaba con raudales de luz purísima, que parecía pintar de nuevo el paisaje maravilloso de los Andes ecuatoriales, con el verdor cercano de las colinas, y allá lejos con las nevadas cumbres del Cayambe, el Antisana, el Cotopaxi, el Ilinisa, que alternativamente se presentan al espectador, cuando recorre los altos barrios de la Capital. Por las calles y las plazas flamean en el aire miles de banderas nacionales, Que del Iris reflejan los colores o la imagen del sol en sus pendones, como cantaba en otras circunstancias nuestro gran poeta Olmedo; solo que hoy al Sol de los Incas la piedad del pueblo de Quito lo reemplaza espontáneamente con el Sol de las almas, el Corazón Santísimo de Jesús. He allí, en efecto la gran invención de la piedad quiteña en ese día, más ostentada que por nadie, por el pueblo pobre y trabajador: en el centro de la bandera nacional se divisa donde quiera la imagen del Corazón de Jesús, con sus respectivas insignias, unas veces en lujoso bordado de seda y oro, otras en humilde y sencilla estampa de papel.
La Santa Eucaristía y el Sagrado Corazón

### En la cultura popular
El Sagrado Corazón de Jesús se ha convertido en parte de la cultura popular de Ecuador, incluso en contextos no religiosos. Es común, sobre todo en el centro histórico de Quito, encontrar referencias constantes al Sagrado Corazón. Algunos de ellos son cojines de sastre con la forma del sagrado corazón, donde se clavan las agujas de cocer de la misma manera que los espinos lo hacen en la simbología oficial. Además, en las calles es común encontrar representaciones de Jesús con el Sagrado Corazón visible.

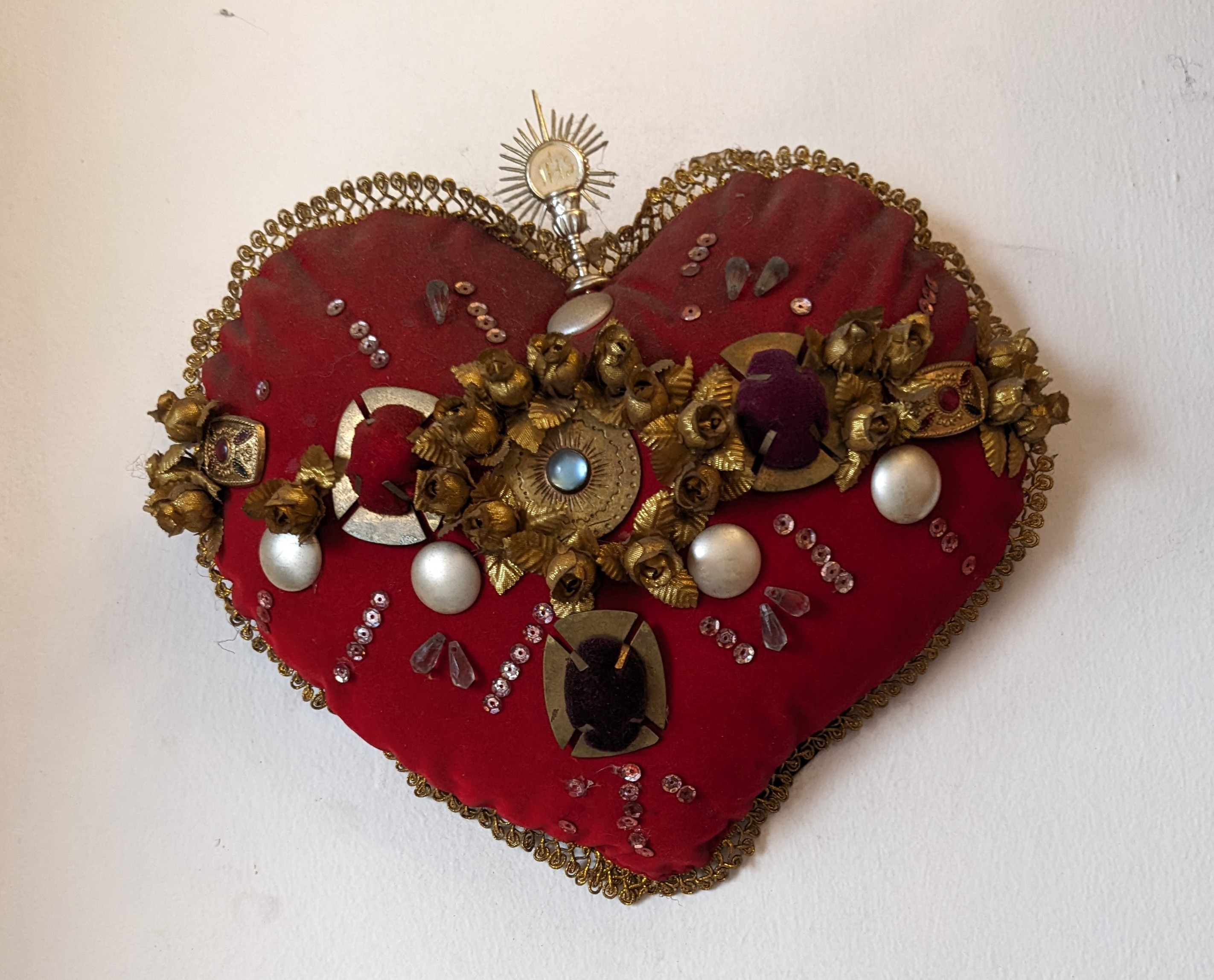
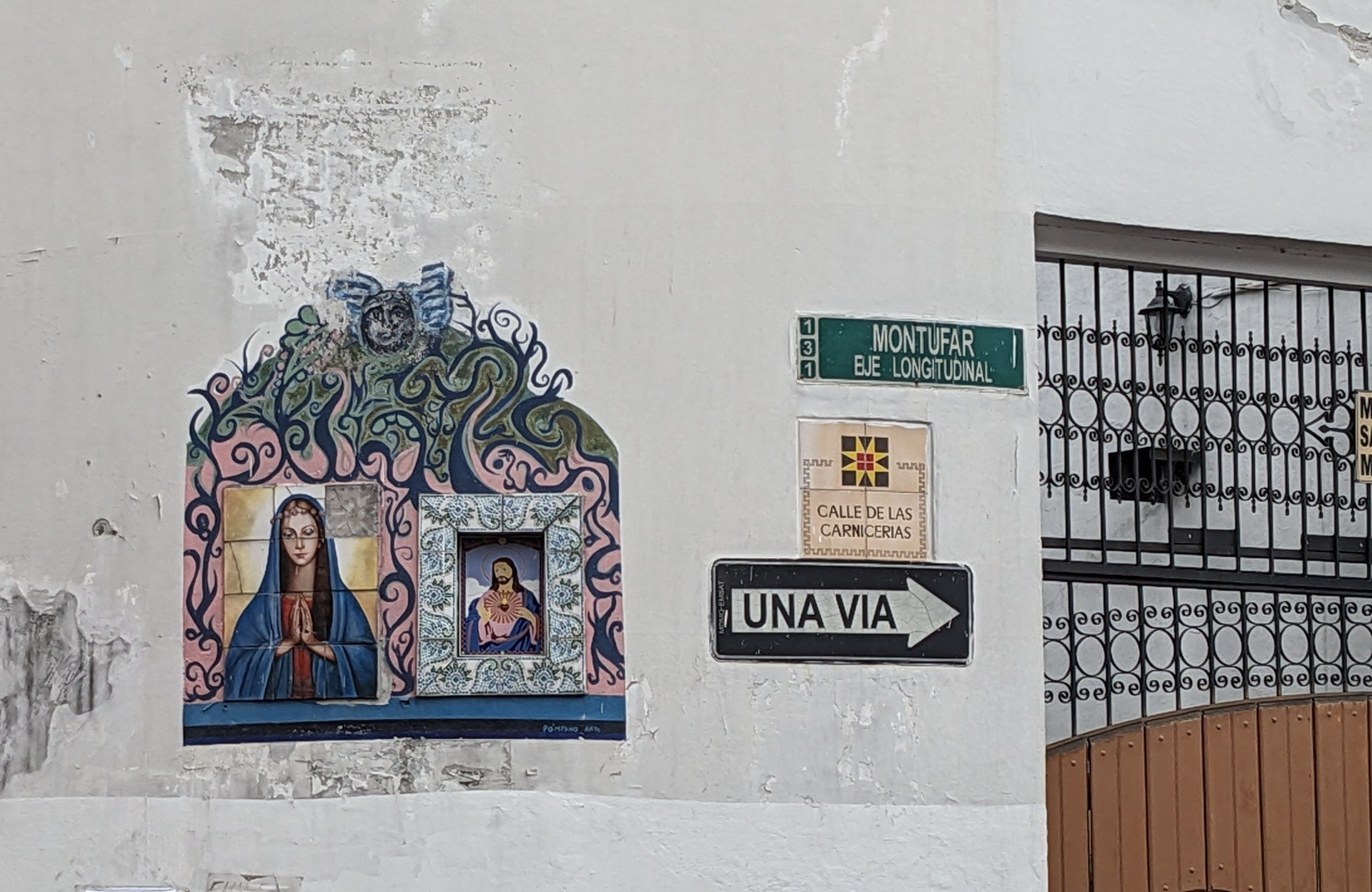
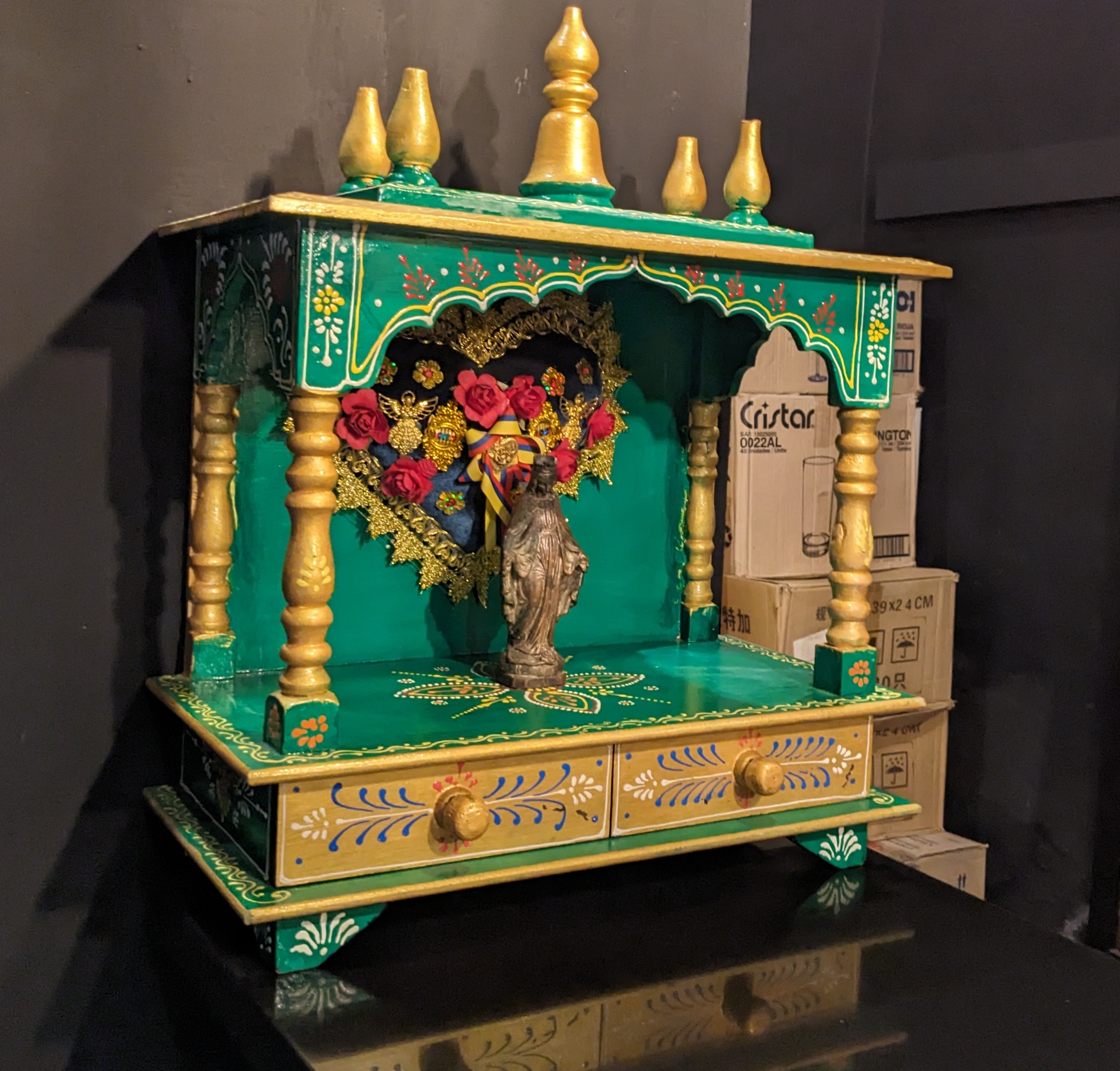